# Ceferino Giménez Malla
Ceferino Giménez Malla, conegut com El Pelé, (Fraga?, 26 d'agost de 1861 – Barbastre, 8 d'agost de 1936) va ser el primer gitano a ser beatificat per l'església catòlica. Pertanyent al Tercer Orde Regular de Sant Francesc, el Papa Joan Pau II el va declarar beat el 1997.

## Biografia
La seva biografia és en bona part desconeguda, s'ha reconstruït bàsicament a partir de les investigacions que varen fer membres del Vaticà amb motiu de la seva beatificació el 1997. Allò que sembla cert és que pertanyia a la comunitat gitana que ronda des de fa segles per la ribera del Cinca i la seva família duia una vida itinerant entre Catalunya, l'Aragó i Occitània. Arran de les investigacions del Vaticà, es va comprovar que havia estat batejat a Fraga, però el seu lloc de naixement es desconeix. Una gitana vella de Barbastre va informar que Ceferino havia nascut a Benavent de Segrià, i una altra a Alcolea de Cinca.
Ceferino va seguir una vida itinerant amb la seva família durant més de 40 anys, fins que fixà la seva residència a Barbastre. El renom de Pelé ("collons" en caló) li venia pel seu valor. Cap al 1880 es va casar amb una cosina germana, Teresa Giménez, pel ritu gitano del mocador i tres dècades més tard, el 9 de gener de 1912, ho va fer pel catòlic a l'església de Sant Llorenç de Lleida. La parella no va tenir fills, però adoptaren una filla de la cosina de la Teresa, la Pepita. Una descendent seva, Isabel Jiménez (reneboda del Pelé) viu actualment a Saragossa i és representant territorial de la Fundació Secretariat Gitano a l'Aragó. Encara avui, la seva família està dividida entre Barbastre i Lleida.
De jove, Ceferino es va dedicar a fer cistells i a la compravenda de cavalls, dues de les ocupacions seculars dels gitanos fins fa relativament poc. Com a tractant de bestiar duia una activitat important i participava en nombroses fires. Quan s'acabà la Primera Guerra Mundial, sabedor que a França hi havia grans excedents de cavalleries, hi va anar a comprar-ne i en va omplir dos vagons de tren (els cavalls els comprà a Auloron i Dacs). Home de profundes conviccions religioses, Ceferino va ingressar com a laic al Tercer Orde Regular de Sant Francesc el 1902. Va tenir fama de caritatiu i piadós, participava en catequesis de nens i assistia a malalts i pobres.
No se sap del cert quina era la llengua habitual de Ceferino, però segons la seva reneboda Isabel, resava en català i els seus descendents, tot i viure a Barbastre, parlaven en aquesta llengua. A la Isabel li n'ha arribat encara un extens vocabulari transmès pel seu pare quan vivien a Astúries, on es va criar (de fet, la Isabel no va descobrir que aquelles paraules eren catalanes fins que no va anar a viure a Saragossa, de gran).

## Mort i beatificació
Durant la Guerra Civil espanyola, el 1936, un grup de milicians republicans estaven colpejant un sacerdot, Ceferino intercedí per a defensar-lo i els milicians els detingueren a tots dos. Com que Ceferino portava un rosari, el van empresonar i condemnar a mort. Persones que l'apreciaven li van dir que si abandonava el seu rosari el podrien salvar, però s'hi va negar. Fou afusellat a Barbastre a l'edat de 74 anys.